# 스파이 코드명 포춘
《스파이 코드명 포춘》(영어: Operation Fortune: Ruse de guerre)은 2023년 개봉한 첩보 액션 코미디 영화로, 가이 리치가 감독을 맡았다.

## 줄거리
억만장자 무기상 그렉 시몬스가 거액에 팔려고 하는 첨단 기술 장치 "핸들"을 되찾기 위해 영국 정부는 네이선 재스민을 고용한다. 네이선은 오슨 포춘을 팀의 리더로 임명하고, 해커인 사라 피델과 JJ 데이비스 등과 함께 팀을 꾸려 핸들을 찾기 위한 작전에 돌입한다. 이들은 마드리드에서 핸들 데이터를 담은 하드 드라이브를 운반할 택배 기사를 찾지만, 네이선의 경쟁자 마이크 역시 핸들을 찾으려 한다는 사실을 알게 된다. 사라는 마이크보다 먼저 하드 드라이브 내용을 복사하는 데 성공하고, 시몬스가 칸에서 자선 갈라를 개최한다는 정보를 입수한다. 팀은 시몬스를 유인하기 위해 그의 최애 영화배우 대니 프란체스코를 협박하여 작전에 협조하게 만든다.
시몬스는 대니와 그의 여자친구 역할을 하는 사라를 터키 별장으로 초대한다. 오슨은 우크라이나 마피아의 집에 침입하여 사라가 컴퓨터를 해킹하는 것을 돕는다. 영국 정부는 핸들이 전 세계 어떤 보안 시스템도 무력화할 수 있는 AI라는 사실을 네이선에게 경고한다. 핸들 거래가 터키에서 이루어진다는 것을 알게 된 팀은 터키로 향한다. 오슨은 변장하여 거래를 성사시키지만, 마이크와 그의 일당이 난입하여 대부분의 사람을 죽이고 핸들을 탈취한다. 이로써 마이크가 독자적으로 행동하고 있음이 드러난다. 시몬스는 핸들을 빼앗겨 수수료를 받지 못하게 되자, 오히려 팀을 돕기로 한다.
시몬스는 구매자들이 황금을 축적하고 있으며 핸들을 이용해 전 세계적인 금융 붕괴를 일으키려는 바이오 테크 거물 트렌트와 아놀드라는 사실을 알려준다. 오슨과 JJ가 1층의 보안을 뚫는 동안, 시몬스와 대니는 마이크가 거물들과 거래를 마무리하는 타워로 향한다. 시몬스는 핸들 값을 받지 못하면 거물들의 가족들을 해칠 수 있다는 것을 보여주고, 시몬스와 대니는 싸움이 벌어지기 전에 빠져나온다. 오슨은 마이크를 제압하고 핸들을 되찾는다. 팀은 도하에서 또 다른 일자리를 제안받지만, 휴가를 가기로 한다. 오슨은 우크라이나 마피아 집에서 훔친 돈으로 대니의 새 영화 제작비를 마련했고, 그 영화에는 이번 사건을 바탕으로 시몬스가 제작자로 참여한다는 사실을 밝힌다.

## 출연진

### 주연
- 제이슨 스테이섬 - 오슨 포춘
- 오브리 플라자 - 세라 피델
- 조시 하트넷 - 대니 프란체스코
- 케리 엘위스 - 네이선 재스민
- 버그지 멀론 - 제이제이
- 휴 그랜트 - 그레그 시먼즈
- 벅지 말론

### 조연
- 루르데스 파베레스 - 에밀리아
- 맥스 비즐리 - 벤 해리스
- 에디 마산 - 나이턴
- 카안 우르간즈오을루 - 카사
- 유지니아 쿠즈미나 - 마르시아
- 피터 페르디난도 - 마이크
- 샘 더글라스 - 사울
- 코너 맥닐
- 올리버 맬트먼